# Фердинанд Максимилиан II фон Изенбург-Бюдинген
Фердинанд Максимилиан II фон Изенбург-Бюдинген (на немски: Ferdinand Maximilian II zu Isenburg-Büdingen; * 12 януари 1692 във Вехтерсбах; † 22 април 1755 във Вехтерсбах) е граф на Изенбург-Бюдинген във Вехтерсбах, Хесен. Той е прадядо на първия княз на Изенбург-Бюдинген-Вехтерсбах Фердинанд Максимилиан.
Той е син на граф Фердинанд Максимилиан I фон Изенбург-Бюдинген-Вехтерсбах (1661 – 1703) и съпругата му графиня Албертина Мария фон Сайн-Витгенщайн-Берлебург (1663 – 1711), дъщеря на граф Георг Вилхелм фон Сайн-Витгенщайн-Берлебург (1636 – 1684).
Брат е на Вилхелм (1700 – 1747), граф на Изенбург-Бюдинген във Вехтерсбах-Ронебург.
Фердинанд Максимилиан II умира на 22 април 1755 г. във Вехтерсбах на 63 години.

## Фамилия
Фердинанд Максимилиан II се жени на 28 май 1713 г. в Бюдинген за графиня Албертина Ернестина фон Изенбург-Бюдинген (* 25 август 1692 в Тиргартен, Бюдинген; † 11 юни 1724 във Вехтерсбах), дъщеря на граф Йохан Казимир фон Изенбург-Бюдинген (1660 – 1693) и графиня София Елизабет фон Изенбург-Бюдинген-Бирщайн (1650 – 1692). Тя умира на 31 години малко след раждането на дъщеря им София Каролина. Те имат децата:
- София Албертина (1714 – 1714)
- Фердинанд Казимир I (1716 – 1778), граф на Изенбург-Бюдинген, господар на Вехтерсбах, женен на 7 юли 1750 г. в Тиргартен, Бюдинген за графиня Августа Каролина фон Изенбург-Бюдинген (1722 – 1758), дъщеря на граф Ернст Казимир I фон Изенбург-Бюдинген-Бюдинген (1687 – 1749) и Кристина Елеанора фон Щолберг-Гедерн (1692 – 1745)
- Албрехт Август (1717 – 1782), граф на Изенбург-Бюдинген-Вехтерсбах, женен I. на 22 април 1756 г. в Алмело за графиня София Доротея Вилхелмина ван Рехтерен (1706 – 1758), II. на 9 юни 1765 г. в Майнинген за ландграфиня Шарлота фон Хесен-Филипстал (1725 – 1798)
- Хенриета Луиза (1718 – 1784)
- Вилхелм Райнхард (1719 – 1785), граф на Изенбург-Бюдинген, женен на 20 февруари 1784 г. във Вехтерсбах за графиня Августа Луиза Клементина Хедвиг фон Бентхайм-Щайнфурт (1755 – 1798)
- Карл Лудвиг (1720 – 1785), пруски полковник, женен на 27 март 1749 г. в Полша за графиня Луиза Шарлота фон Лендорф (1726 – 1762)
- Волфганг Ернст (1721 – 1751)
- Адолф (1722 – 1798), граф на Изенбург-Бюдинген
- София Каролина (1724 – 1725)

Фердинанд Максимилиан II се жени втори път на 7 декември 1725 г. в Гедерн за графиня Ернестина Вилхелмина фон Щолберг-Гедерн (* 29 януари 1695 в Гедерн; † 7 май 1759 във Вехтерсбах), дъщеря на граф Лудвиг Кристиан фон Щолберг-Гедерн (1652 – 1710) и втората му съпруга херцогиня Христина фон Мекленбург-Гюстров (1663 – 1749). Те имат децата:
- Кристиана Августа (1726 – 1730)
- Кристиан Ернст (1728 – 1786)
- Августа (1729)
- Фридрих Август (1732 – 1768)
- Кристина (1733 – 1788), приорес във Фулда
- Луиза Шарлота (1736 – 1793)
- Августа (1738 – 1805)
- Лудвиг Максимилиан I (1741 – 1805), граф на Изенбург-Бюдинген-Вехтерсбах, женен на 26 април 1789 г. във Витгенщайн за графиня Августа Фридерика Каролина фон Сайн-Витгенщайн-Хоенщайн (1763 – 1800), дъщеря на граф Йохан Лудвиг фон Сайн-Витгенщайн-Хоенщайн (1740 – 1796) и Фридерика Каролина Луиза фон Пюклер-Лимпург (1738 – 1772)

Адолф II (1795 – 1859), граф на Изенбург-Бюдинген-Вехтерсбах
Фердинанд Максимилиан, 1. княз на Изенбург-Бюдинген-Вехтерсбах (1824 – 1903)